# Aeroportul Khon Kaen
Aeroportul Khon Kaen (IATA: KKC, ICAO: VTUK) este un aeroport din Ban Pet⁠(d), Khǭnkǣn, Provincia Khon Kaen, Thailanda ce deservește zona Khon Kaen Ram Hospital⁠(d). Aeroportul a fost tranzitat în 2020 de 1.123.966 de pasageri.
Situat la o altitudine de 204 m, aeroportul dispune de o singură pistă.